# Kanton Arendsee

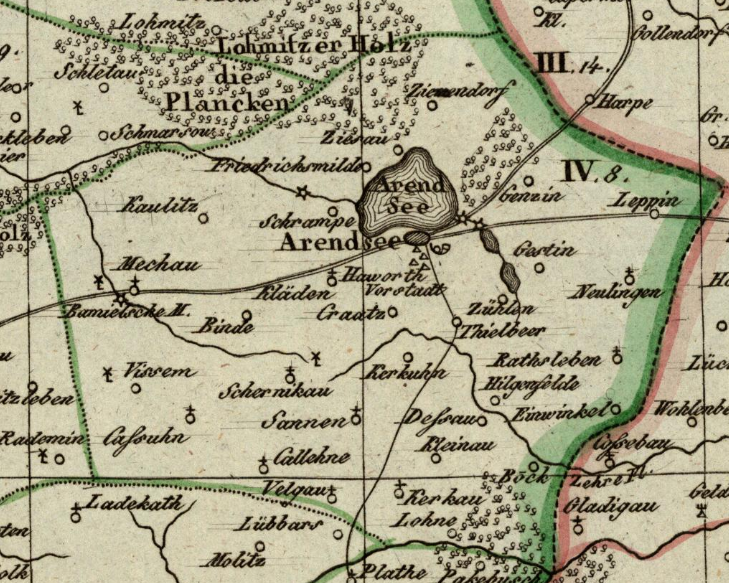
Kanton Arendsee im Distrikt Salzwedel des Departments der Elbe (aus Special-Atlas Des Königreichs Westphalen: bestehend aus acht Departements- und einer General-Charte: 7: Charte von dem Departemente der Elbe des Königreichs Westphalen)

Der Kanton Arendsee (auch Canton Arendsee) war eine Verwaltungseinheit im Königreich Westphalen. Er bestand von 1807 bis zur Auflösung des Königreichs im Jahre 1813 und gehörte nach der Verwaltungsgliederung zum Distrikt Salzwedel des Departements der Elbe.

## Geschichte
Mit der Schaffung des Königreichs Westphalen per Dekret vom 18. August 1807 wurde noch 1807 eine Verwaltungsreform in der vorher preußischen Altmark vorgenommen. Die Altmark kam neben anderen vormals preußischen Landesteilen zum größten Teil in das neu geschaffene Departement der Elbe, das in vier Distrikte (Magdeburg, Neuhaldensleben, Stendal und Salzwedel) gegliedert war. Der Distrikt Salzwedel zerfiel in 15 Kantone (cantons), darunter den Kanton Arendsee. Zum Kanton Arendsee gehörten:
- Arendsee (Altmark) (Arendsee), Kantonshauptort (chef-lieu)
- Vissum (Vissem) mit Kassuhn (Cassuhn) und Schernikau
- Mechau
- Kaulitz
- Schrampe mit den Weilern Zießau (Ziessau) und Friedrichsmilde
- Ziemendorf
- Leppin mit Genzien (Gonzien) und Gestien
- Kläden mit Thielbeer (Thielbier) und Kraatz (Kratze)
- Binde
- Sanne (Sannen) mit Kerkuhn
- Velgau mit Kallehne (Callehne). Beide Orte sind in der heutigen Gemeinde Fleetmark aufgegangen; die Namen werden nicht mehr verwendet.
- Dessau mit Heiligenfelde (Hilgenfelde) und Kerkau
- Kleinau mit Lohne
- Boock (Boocke) mit Einwinkel
- Neulingen mit Rathsleben
- Zühlen

1808 hatte der Kanton Arendsee 4856 Einwohner. 1810 war ein Herr Beust Kantonmaire, der Kanton hatte noch 4643 Einwohner. 1810 wurde der Distrikt Salzwedel (im Departement der Elbe) aufgelöst. Aus acht Kantonen (bzw. neun) wurde ein neuer Distrikt Salzwedel im Departement der Niederelbe gebildet. Dieses Departement hatte nicht lange Bestand und wurde schon im März 1811 wieder aufgelöst. Der Distrikt Salzwedel wurde wieder an das Departement der Elbe rücküberwiesen, allerdings in etwas verändertem Zuschnitt. Der Kanton Arendsee verblieb jedenfalls beim Distrikt Salzwedel. 1811 hatte der Kanton 4527 Einwohner. Die Größe wurde mit 3,66 Quadratmeilen angegeben.
Mit dem Zerfall des Königreichs Westphalen nach der Völkerschlacht bei Leipzig wurde die vorherige preußische Verwaltungsgliederung wiederhergestellt (z. B. das Amt Arendsee).